# Klara Bleyer
Klara Bleyer, född 6 maj 2004 i Eschweiler, är en tysk konstsimmare. Hennes äldre syster, Johanna Bleyer, är också konstsimmare.

## Karriär
Vid europeiska spelen 2023 i Oświęcim var Bleyer en del av Tysklands lag som tog silver i fri kombination. Vid junior-EM 2023 i Funchal tog hon guld i både det fria och tekniska soloprogrammet.
Vid EM 2024 i Belgrad tog Bleyer silver i både det fria och tekniska soloprogrammet samt var en del av Tysklands lag som tog guld i det akrobatiska lagprogrammet. Vid konstsim-EM 2025 i Funchal tog hon guld i det fria soloprogrammet, brons i det tekniska soloprogrammet samt brons i det fria parprogrammet tillsammans med Amélie Blumenthal Haz.